# Интернет в Аргентине

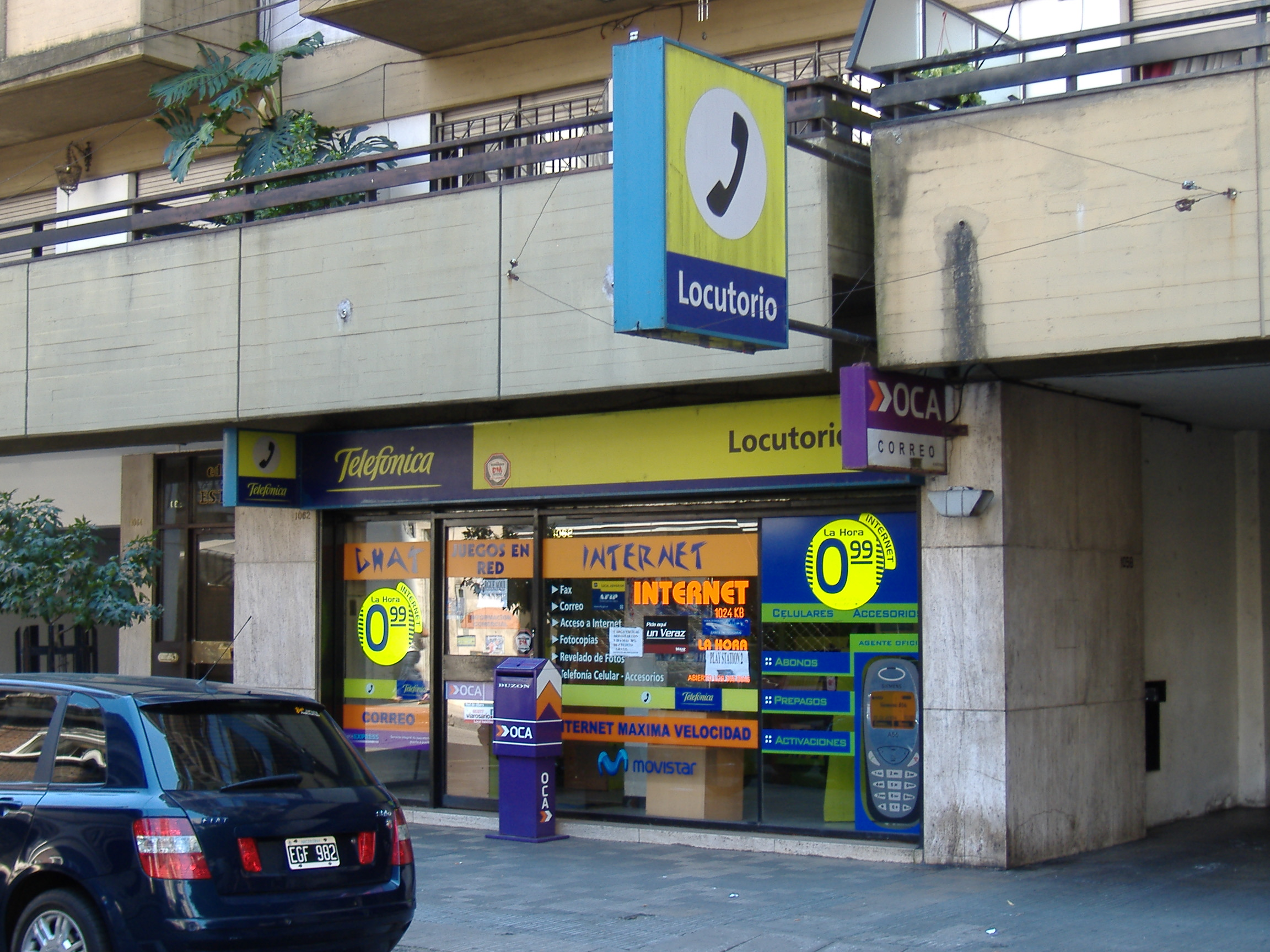
Те, у кого нет интернета дома, могут воспользоваться им в специализированных локуторио, компьютерно-почтовых сервис-центрах, расположенных по всей стране.

Число интернет-пользователей в Аргентине на 2011 год насчитывает порядка 27 млн (две трети населения), число зарегистрированных доменных имён составляет приблизительно 1,7 млн (август 2008 года), число хостов в 2009 году — 6 025 000.
Кроме интернет-соединений, оплачиваемых ежемесячно по фиксированной цене либо поминутно, в Аргентине существуют интернет-провайдеры, имеющие договоры с телефонными компаниями, которые за небольшую дополнительную (нефиксированную) плату предоставляют и интернет. Всего на 2011 год в стране порядка 12 млн зарегистрированных компьютеров. Число домашних и корпоративных сетей порядка 5,7 млн в 2011 году, среди которых 5,5 млн составили сети широкополосного доступа, в основном ADSL.
Использование dial-up-соединений значительно уменьшилось, начиная с 2005 года в пользу широкополосного доступа. Беспроводные и спутниковые сети особенно быстро расширялись в 2008-9 гг. и насчитывали свыше 1,5 млн в марте 2011 года. Пользователи домашнего интернета распределены географически: 38,3 % находятся в провинции Буэнос-Айресе (включая Большой Буэнос-Айрес), 26,0 % — в столице Буэнос-Айресе, 8,2 % — в Кордове и 7,4 % — в Санта-Фе.
Договора компаний и организаций на интернет-подключение составили 788,000 на март 2011 года, 98 % из них — ШПД-подключения. По общему объёму (в конце 2010 года), 44,7 % относятся к Буэнос-Айресу, 21,1 % — к провинции Буэнос-Айрес, 7,6 % к провинции Санта-Фе, 6,0 % — к провинции Кордова и 4,5 % — к Патагонии.
Количество зарегистрированных записей e-mail на март 2011 года оценивается примерно 4,56 млн, а месячный трафик — 3 млрд писем.
Домен верхнего уровня в Аргентине — .ar.